# Corse-du-Sud
Corse-du-Sud (IPA: [ˌkɔʁsdyˈsyd]; korzikaiul: Corsica suttana) a 83 eredeti département egyike, amelyeket a francia forradalom alatt 1790. március 4-én hoztak létre.

## Elhelyezkedése
Franciaország déli részén, Korzika régiójában található megyét északról Haute-Corse megye határolja, keletről délről és nyugatról pedig a Földközi-tenger övezi.

## Települések
A megye legnagyobb városai 2011-ben:
| Település       | Népesség |
| --------------- | -------- |
| Ajaccio         | 66 809   |
| Porto-Vecchio   | 11 035   |
| Sartène         | 3 259    |
| Propriano       | 3 399    |
| Bastelicaccia   | 3 283    |
| Bonifacio       | 2 955    |
| Alata           | 2 953    |
| Grosseto-Prugna | 2 601    |
| Afa             | 2 843    |
| Zonza           | 2 341    |

## Galéria

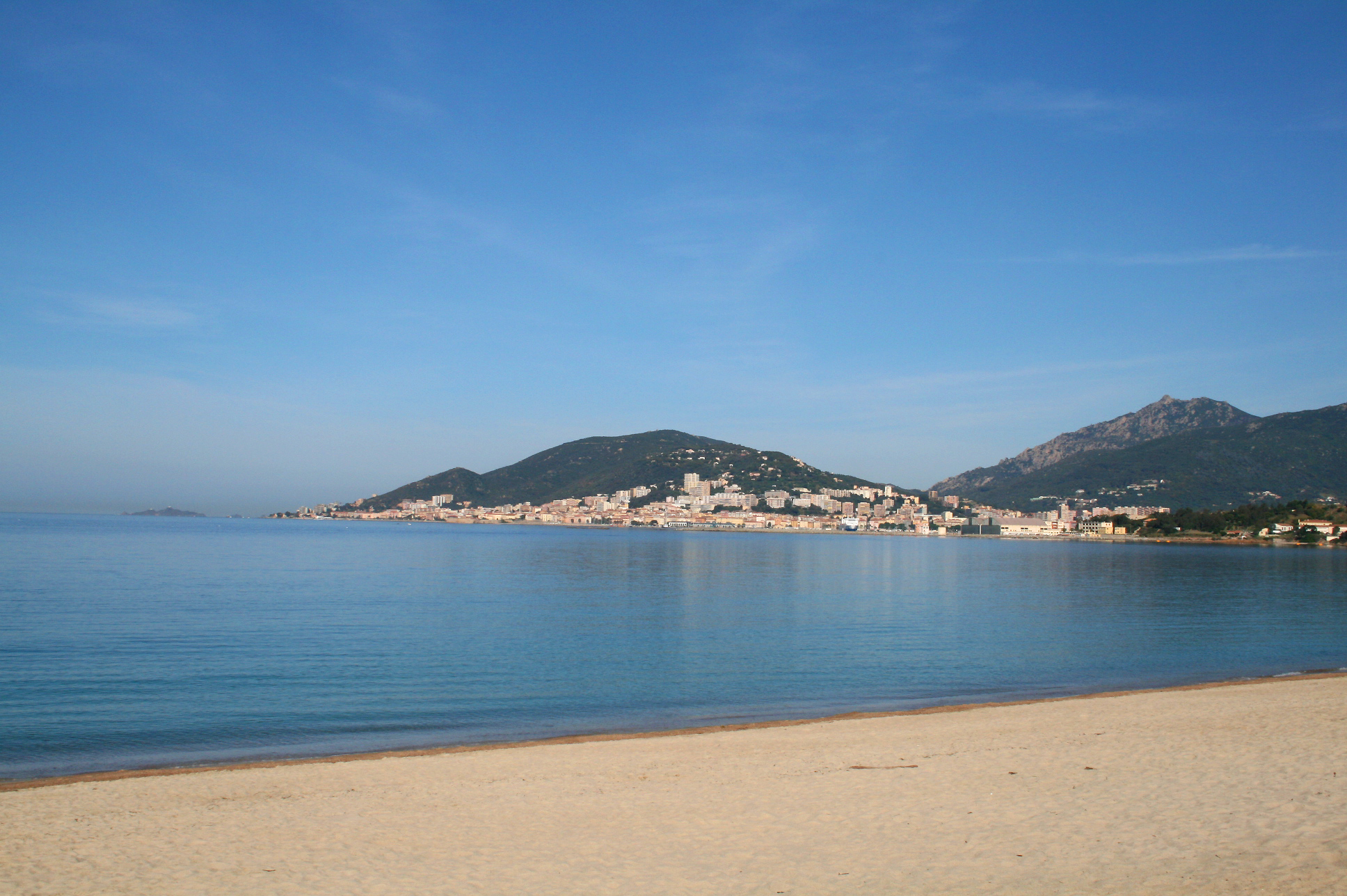
Ajaccio
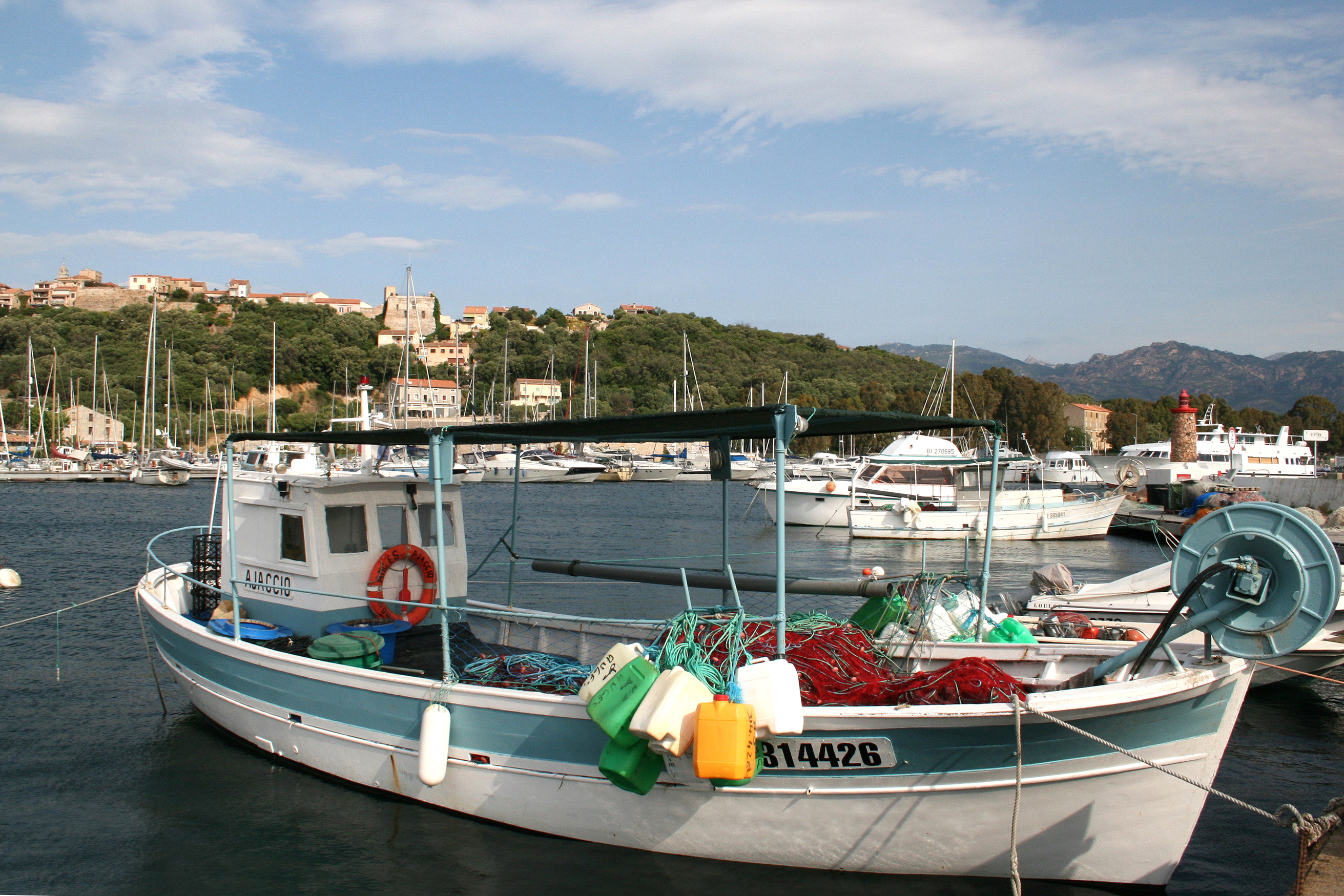
Porto-Vecchio
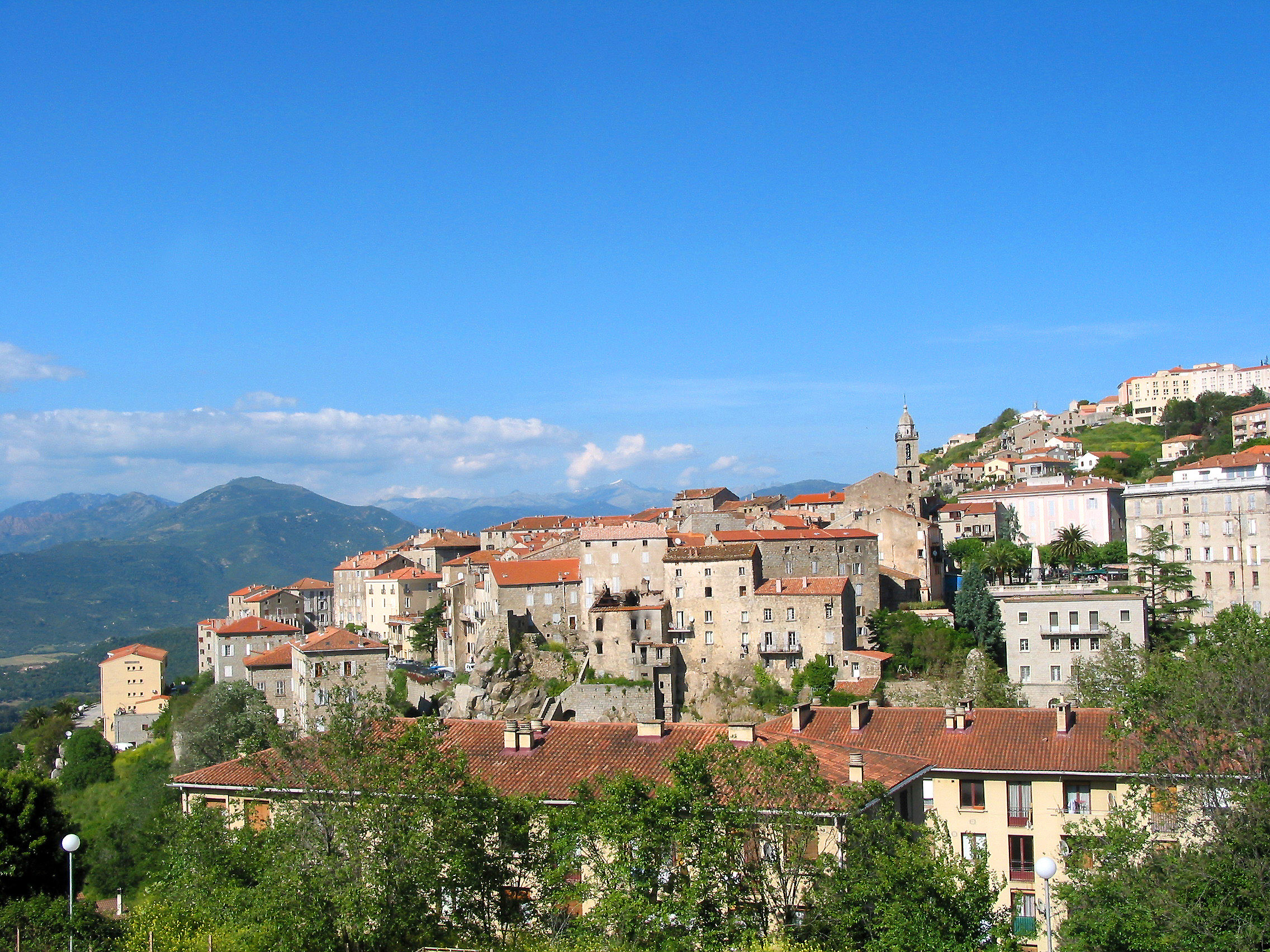
Sartène
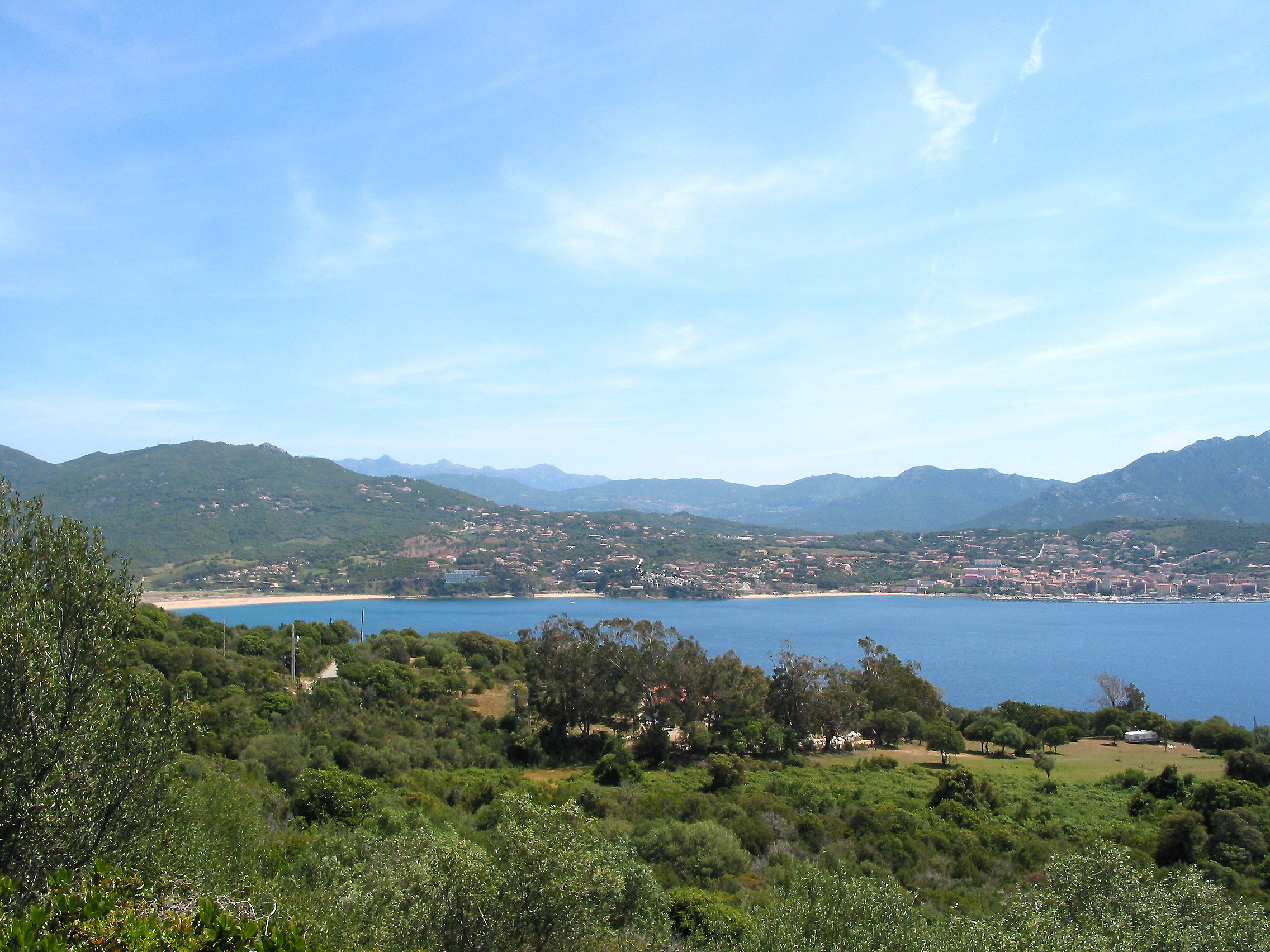
Propriano